# 乌拉
乌拉（转写：Ula，1561年－1613年），为明朝中后期海西女真四部之一，满语原意为“江”，因其都城——乌拉城位于松花江上游而得名，统治者姓乌拉那拉氏，最早可追溯至其始祖纳齐布禄创立的扈伦国，于脱脱不花东征女真后衰落并南迁。1561年，其后裔布颜统治时称贝勒，创立乌拉国，起初从属于同族兄弟哈达万汗王台，并以其为盟主组成新的扈伦部落联盟。王台死后，诸子争位，乌拉趁势摆脱哈达掌控，布颜之孙满泰、布占泰兄弟统治期间兼并临近部落使得乌拉跻身海西女真强者之列。同时期，努尔哈赤崛起于建州，随着其领土不断扩张而与乌拉等部产生摩擦。乌拉还作为主力参与了以叶赫为盟主的九部联军，与建州军在古勒山激战，结果联军大败，布占泰被俘。此后，满泰被部民刺杀，努尔哈赤扶植布占泰回乌拉继位，并与其五次和亲，七次盟誓。然而，布占泰不甘失败，暗中联合叶赫，希望能洗刷被俘的耻辱，后更是称汗，但乌拉却在乌碣岩之战中惨败于建州，其势力退出了图们江地区，失去了对临近东海女真部族的支配，建州进而接连蚕食乌拉领地。1613年，努尔哈赤亲率三万大军攻打乌拉，布占泰不敌，率领残部投往叶赫，历时五十一年、三代四任国主的乌拉至此灭亡。
乌拉鼎盛之时疆域东至朝鲜、北至今黑龙江省牡丹江、俄罗斯远东兴凯湖、西、南分别与辉发、叶赫接壤，人口达30余万。其都城乌拉城盛极一时，有“东方第一大城”之称，有诗曾对此称赞道，“乌喇部，贝勒家，层楼复殿飞丹霞”。其立国之时，女真文已不再通行，故并无本国文字，其内部通行汉文和蒙古文，尤其上层统治者多使用以上两种文字与其他女真各部、明朝、蒙古各部之间进行书信往来。

## 历史

### 早期
乌拉的历史最早可以追溯至由纳齐布禄建立的女真部落联盟——扈伦国。纳齐布禄传说为完颜氏后裔，也有说其系出蒙古，早年辅佐世居苏完的锡伯王佛尔和，并被招为驸马，后摆脱锡伯控制，于1406年在松花江东岸的乌拉洪尼勒城聚合部众，自称扈伦国主。纳齐布禄统治期间虽未获得明廷认可，但也没有受到干预，扈伦国也没有对明朝边境进行侵犯，死后追谥称号为“扈伦国太祖系氏族中的善射者、贵人、那拉姓部首领纳齐布禄”。传至第三代国主嘉玛喀硕珠古时，正逢土木之变后蒙古大汗脱脱不花东征海西女真，扈伦国部落联盟受到严重打击势力衰微，基本上已名存实亡。其部分族人率众南迁，成为明朝塔山左卫，后以此为基础称贝勒，建哈达国。在这一形势下，1561年，纳林布禄六世孙布颜统治时扩建乌拉洪尼勒城，改称乌拉城，亦自称贝勒，建号乌拉国。当时，其从兄弟哈达万汗王台势力强盛，为女真各部霸主，乌拉也顺势从属于哈达。因系出同族并拥有共同利益，乌拉极力维护王台的霸主地位，在与明朝的贡市方面也经过哈达进行。

### 崛起
王台死后，其继承人扈尔干即位仅一年即病死，致使王台三子康古噜、五子孟格布禄、孙歹商三方争位，哈达因此陷入混乱。乌拉趁势摆脱了哈达的控制，还同叶赫瓜分了苏完、锡伯二部，并夺回原属乌拉的绥哈城，苏完部长索尔果与其子费英东等南投建州，锡伯部长则投降叶赫。时任乌拉贝勒满泰支持孟格布禄，并帮助其回到哈达继位，因孟格布禄之母温姐为叶赫贝勒布寨之姑，故而叶赫也对孟格布禄更是提供了有力支持，还帮助其计杀歹商，康古噜则于先前病死，使得孟格布禄在哈达坐稳贝勒之位。
与此同时，努尔哈赤在建州并吞诸部，开始对海西女真构成威胁。由于乌拉实力较强，故有意成为四部盟主，然而叶赫的军事实力亦非常强悍，又西连蒙古，扶植孟格布禄继位后还有了哈达的支持，声望大增，再加上明朝的扶植，都使得乌拉无力与之抗衡。1592年，拜音达里杀其叔七人自立为辉发贝勒，导致其部分同族逃难至叶赫，叶赫应这些难民的请求出兵辉发。辉发于是向乌拉求援，在乌拉主帅、满泰之弟布占泰的调解下，以辉发认同叶赫的盟主地位而告终。同年底，布寨将其女东哥许配给布占泰，乌拉也认可了叶赫扈伦盟主的地位。

### 争霸

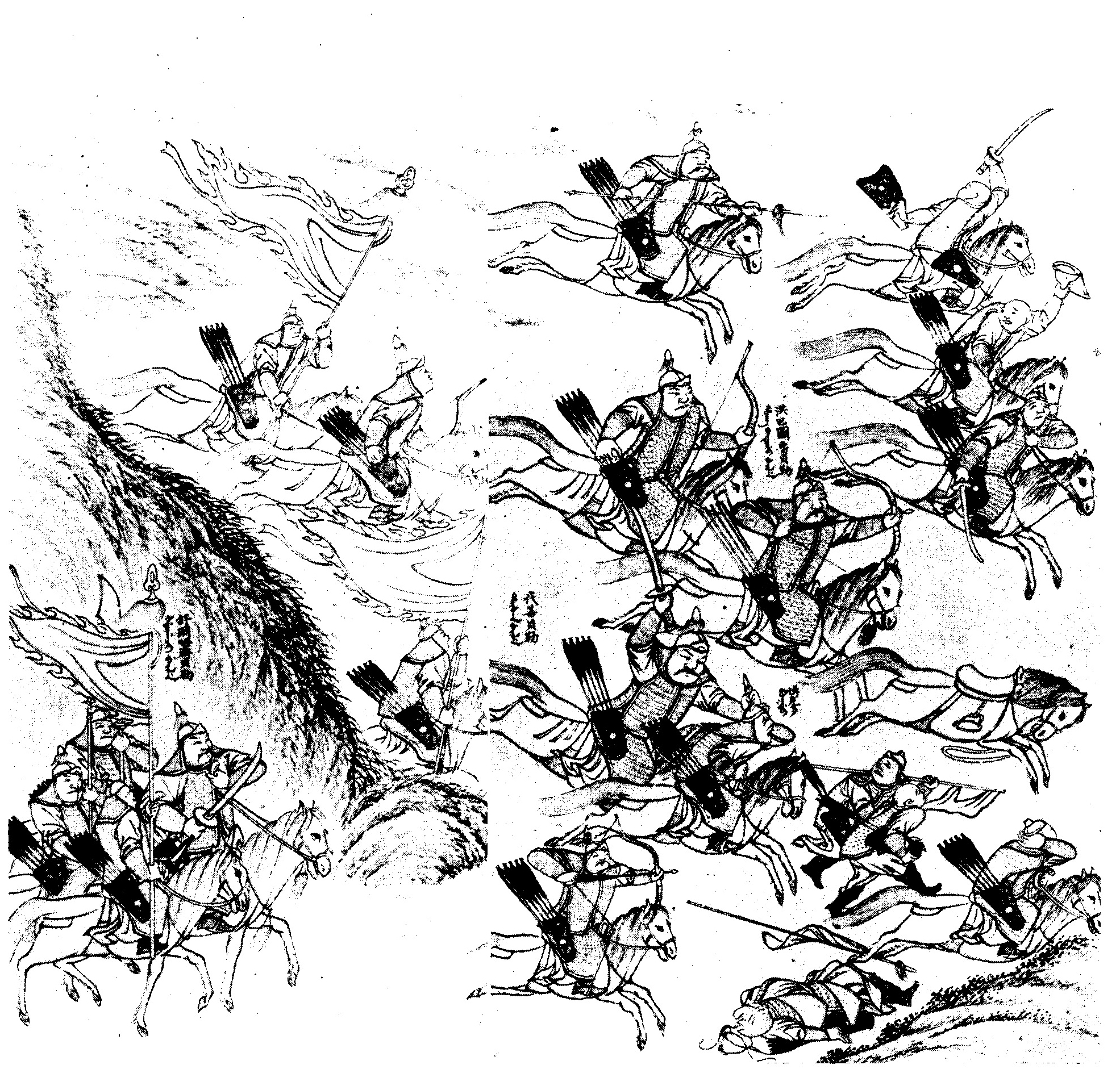
乌碣岩之战中乌拉军队遭到重创

1593年秋，乌拉国主满泰令其弟布占泰率兵三千参与了以叶赫为首的九部联军进攻建州的军事行动，联军与建州军激战于古勒山，因指挥上的统筹不当，加之盟主、叶赫贝勒布寨在混战中被杀，联军大败，布占泰被俘，乌拉因此未再参与叶赫组织的针对建州的军事行动。满泰曾希望用重礼赎回布占泰，但遭到努尔哈赤的拒绝。1596年，满泰率众巡边，驱逐了越境的叶赫人，同年七月与其长子撮胡里一同被怀疑背后有叶赫支持的族叔兴尼雅刺杀。努尔哈赤闻讯后派兵护送布占泰回乌拉继位，兴尼雅不敌，投奔叶赫。
布占泰继位后安定内部，向北征服各部卫，控制了东海女真的贡市之路。乌拉与建州五次和亲，七次盟誓，但布占泰内心里对努尔哈赤外亲内忌，实际上加强与叶赫和蒙古诸部的关系，并于1602年后称汗，因此乌拉与建州的同盟关系实际上只维持了不到六年。1607年，乌拉与建州因东海降人问题在乌碣岩爆发直接的军事冲突，乌拉大败，主帅博克多阵亡，势力至此退出图们江地区。此后，建州逐渐蚕食乌拉的东海属地，并于宜罕山、乌拉河两战中进一步削弱乌拉实力，使其都城直接暴露在建州的军事威胁之下。

### 灭亡

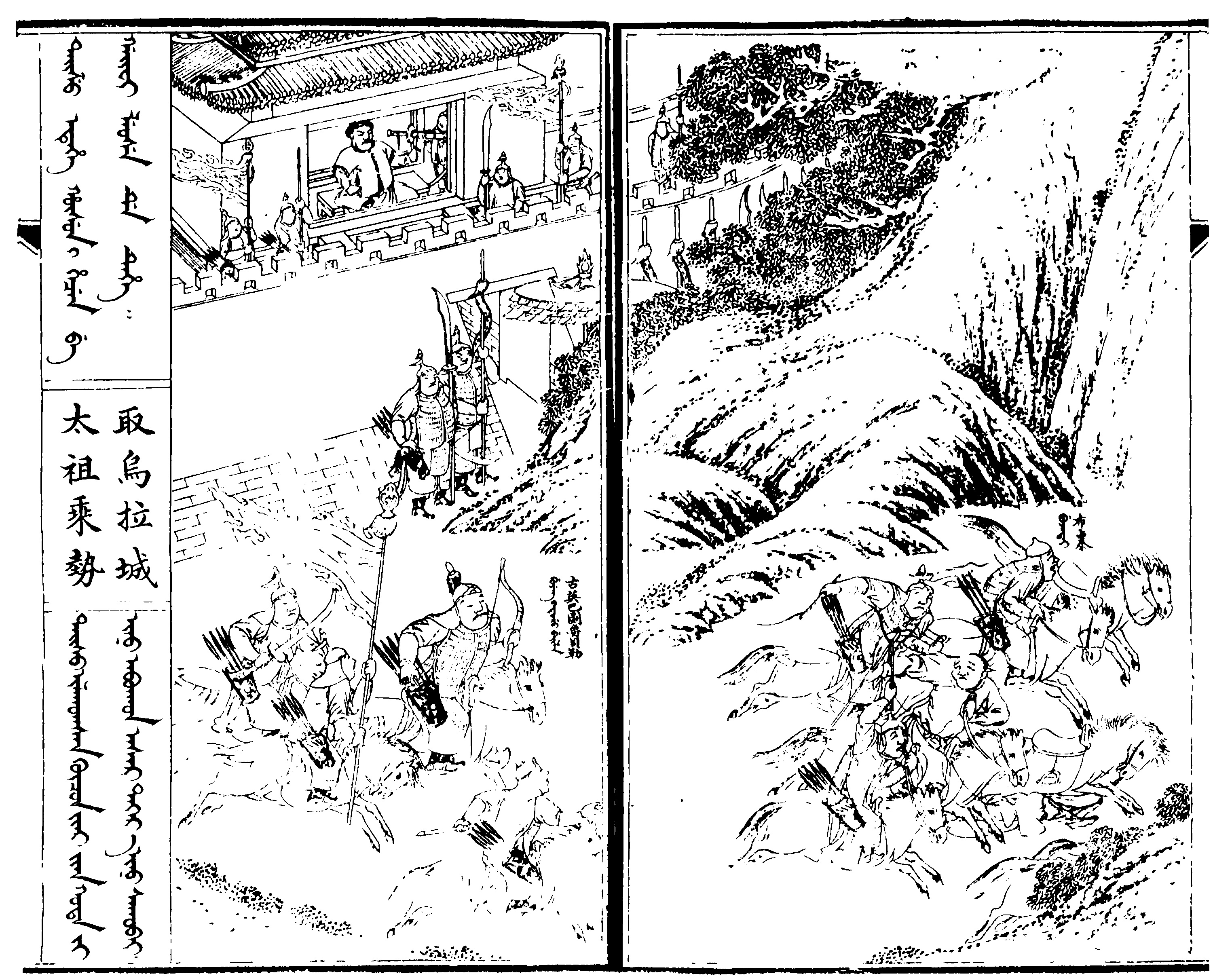
乌拉城之战，努尔哈赤所在处即乌拉都城西门楼

1613年正月，努尔哈赤尽起国中精锐突袭乌拉都城，建州军沿江而下，连克三城。布占泰令其次子达拉穆守城，自己率三万大军进驻富尔哈城拒敌，两军激烈厮杀，双方皆伤亡惨重。然而，建州军分兵偷袭乌拉都城得手，达拉穆兵败自裁，布占泰回军援救为时已晚，率千余残兵南投叶赫，乌拉灭亡，其部众包括国主贝勒家族均被建州吞并、改编。此后，清廷在其都城设立打牲乌拉总管衙门，成为清代贡品来源地之一。
1616年，努尔哈赤建立后金，身在叶赫的布占泰曾尝试进攻后金所属的辉发城以期恢复乌拉，但未能成功，最终客死叶赫。布占泰八子洪匡也曾试图恢复乌拉未成，兵败身死。满泰次子纳穆达里移居宁古塔继称贝勒，死后，其子拜音泰柱归附清廷。

## 政体
乌拉实行国主贝勒世袭制，内政、军事、外交均由其一人裁定。初期还有宗族合议制度，但在布占泰称汗后，国主逐渐集权，宗族近臣合议遂流于形式。平时议政时，除宗族贝勒外，国主身边设有扎尔固齐担任谋士。乌拉的高级官员称“坤”，意为某大臣；中级官称“伸”，意为某官员；下级官员称“达”，意为长者。武将勇猛有战功者可获赐巴图鲁勇号。
在军事建制方面，与同时期建州首领努尔哈赤创立的八旗制度不同，乌拉仍为部落联盟制度。在满泰和布占泰统治期间，随着乌拉的统治规模日益完善，以势力大小分为部、路、城、屯四级管理机构负责乌拉国境内的劳役、征兵、农耕、渔猎、采珠等军政事务。尤其在军事方面为防止篡权夺位，各部、路、城的军队均由国主一人调配。四级机构虽有大小之分，但又未必相互统属。
部为乌拉国主贝勒麾下次一级的军政单位，其首领称“部长”，不由国主任命，而是在其部族内自行产生，部长有时也称贝勒，势力大的可支配若干路和城寨，并控制大量敕书和卫印，拥有相当大的贡市组织权。路为次于部的军政单位，其首领称“路长”，也出自其部族内。每个路可下辖十数个部族，部族首领称头人，其中强有力的人物为酋长，路长一般在这些人中充任。路依附于部，但在内政与外交方面仍有相当大的自主权。乌拉国的城多设置于乌拉都城周围的江边或山上，以拱卫都城，其首领称“城主”或“城长”，临近都城的城主多为乌拉国主同族，也自称贝勒，平时各自为政，但军事上需听从国主调遣。而外地城堡多沿用旧城，隶属于部或路，由当地部众组成。屯为最低一级的军政单位，其首领为“屯长”，下属于路长或城主。屯为不同的庄园或村寨所组成，其内有一个或数个氏族，根据氏族规模大小设有姓长、族长，由他们掌握族内户籍、祭祀、婚丧嫁娶等事务。

## 外交
乌拉与海西其他三部大体上以联合为主，其中与辉发和同祖的哈达少有争端，与叶赫则时而联合、时而争斗。因为受到努尔哈赤崛起的压力，乌拉与叶赫曾经在古勒山之战中结盟，但因战败，国主满泰之弟布占泰被俘，乌拉遂不再参与叶赫对建州的军事行动。另外，叶赫迫于建州压力，对乌拉悔婚，将布寨之女改许努尔哈赤，也使二者关系一度恶化。布占泰回到乌拉继位后，因布寨之女拒绝嫁给努尔哈赤，一度希望恢复婚约，但招致叶赫拒绝，二者关系降至最低点。1607年，乌拉国兵败乌碣岩，同年秋，建州灭辉发，海西四部仅余两部使得乌拉和叶赫认识到唇亡齿寒，二者再度结为联盟，直到布占泰兵败失国，投奔叶赫。
乌拉与蒙古各部的关系也比较微妙，乌拉的西北部与蒙古科尔沁诸部相邻，边界纠纷时而发生。漠北的车臣部还曾率万骑奔袭乌拉，被布占泰击退。努尔哈赤崛起后，科尔沁三贝勒转而与乌拉联合，古勒山战后除明安投靠努尔哈赤外，翁阿岱始终于乌拉结盟，于宜罕山、乌拉河之战两度来援。此外，乌拉还与察哈尔林丹汗、扎鲁特巴克贝勒、喀尔喀斋赛贝勒等皆有往来。
乌拉与明朝的关系主要是贸易往来，其先世扈伦国虽然曾以卫所都指挥使的身份进贡，但自乌拉立国以后并不与明廷通贡。起初，凡有互市皆通过哈达在广顺关进行。后来，哈达衰落，乌拉开始组织东海女真各部与明贸易，并将交易得来的油盐、布匹、铁锅、犁铧等生活用品销往东海各部，一度垄断了南关市贸。另外，由于乌拉与明朝不接壤，故二者没有直接的军事争端。

## 经贸
乌拉的经济以农、渔、猎为主，同时拥有一定规模小型手工作坊和集市贸易，与明朝的贸易也是乌拉经济来源的重要环节。当时女真豪强各有与明朝交易的关市，乌拉所掌控的为开原关市。在哈达灭亡后，南关衰落，贸易重心遂转移至叶赫等北关地带。同时，努尔哈赤和李成梁垄断了抚顺、清河市场，又压制市价收购东海女真各部的人参、貂皮、珍珠等特产。于是，他们转向布占泰所掌控的开原市场。当时，乌拉国控制了由黑龙江、混同江至开原一线的贸易之路。与建州和亲结盟之后，布占泰也曾组织东海女真各部至抚顺关贸易，但因为建州压价导致二者矛盾加深。乌碣岩之战后，乌拉失去图们江流域的控制权，东海女真各部的资源也逐渐失去掌控。

## 氏族
乌拉国共有72个土著氏族，为海西四部中氏族数量最多。除国姓那拉氏外，还有瓜尔佳氏、富察氏、乌扎喇氏、伊拉理氏、哲尔齐氏、索绰罗氏、鲁布里氏、鄂济氏、温彻亨氏、哈思虎氏、瓦尔喀氏、虎尔哈氏、章佳氏、他塔喇氏等氏族，其中伊拉理氏为乌拉国主同族，移居宜罕山城后改为该氏；哈思虎氏亦为乌拉那拉氏分支。以上之外还有一些外来氏族，例如居住于辉发河流域从属乌拉的伊尔根觉罗氏等。

## 国主世系
|      |      |      |      |      |      |  |  |              |              |              |              |              |              |  |  |                |                |                |                |                |                |  |  |        |        |        |        | 乌拉国第一代国主布颜 |        |  |  |      |      |      |      |      |      |  |  |        |        |        |        |        |        |  |  |        |        |        |        |        |        |  |  |  |  |
|      |      |      |      |      |      |  |  |              |              |              |              |              |              |  |  |                |                |                |                |                |                |  |  |        |        |        |        |                      |        |  |  |      |      |      |      |      |      |  |  |        |        |        |        |        |        |  |  |        |        |        |        |        |        |  |  |  |  |
|      |      |      |      |      |      |  |  |              |              |              |              |              |              |  |  |                |                |                |                |                |                |  |  |        |        |        |        |                      |        |  |  |      |      |      |      |      |      |  |  |        |        |        |        |        |        |  |  |        |        |        |        |        |        |  |  |  |  |
|      |      |      |      |      |      |  |  | 二代国主布干 | 二代国主布干 | 二代国主布干 | 二代国主布干 | 二代国主布干 | 二代国主布干 |  |  | 布尔喜         | 布尔喜         | 布尔喜         | 布尔喜         | 布尔喜         | 布尔喜         |  |  | 布三代 | 布三代 | 布三代 | 布三代 | 布三代               | 布三代 |  |  | 布准 | 布准 | 布准 | 布准 | 布准 | 布准 |  |  | 乌三代 | 乌三代 | 乌三代 | 乌三代 | 乌三代 | 乌三代 |  |  | 博克多 | 博克多 | 博克多 | 博克多 | 博克多 | 博克多 |  |  |  |  |
|      |      |      |      |      |      |  |  | 二代国主布干 | 二代国主布干 | 二代国主布干 | 二代国主布干 | 二代国主布干 | 二代国主布干 |  |  | 布尔喜         | 布尔喜         | 布尔喜         | 布尔喜         | 布尔喜         | 布尔喜         |  |  | 布三代 | 布三代 | 布三代 | 布三代 | 布三代               | 布三代 |  |  | 布准 | 布准 | 布准 | 布准 | 布准 | 布准 |  |  | 乌三代 | 乌三代 | 乌三代 | 乌三代 | 乌三代 | 乌三代 |  |  | 博克多 | 博克多 | 博克多 | 博克多 | 博克多 | 博克多 |  |  |  |  |
|      |      |      |      |      |      |  |  |              |              |              |              |              |              |  |  |                |                |                |                |                |                |  |  |        |        |        |        |                      |        |  |  |      |      |      |      |      |      |  |  |        |        |        |        |        |        |  |  |        |        |        |        |        |        |  |  |  |  |
| 布丹 | 布丹 | 布丹 | 布丹 | 布丹 | 布丹 |  |  | 三代国主满泰 | 三代国主满泰 | 三代国主满泰 | 三代国主满泰 | 三代国主满泰 | 三代国主满泰 |  |  | 末代国主布占泰 | 末代国主布占泰 | 末代国主布占泰 | 末代国主布占泰 | 末代国主布占泰 | 末代国主布占泰 |  |  |        |        |        |        |                      |        |  |  |      |      |      |      |      |      |  |  |        |        |        |        |        |        |  |  |        |        |        |        |        |        |  |  |  |  |

## 外部連結
[在维基数据编辑]
 《欽定古今圖書集成·方輿彙編·職方典·烏喇寧古塔部》，出自陈梦雷《古今圖書集成》